# نهائي دوري أبطال آسيا 2013
نهائي دوري أبطال آسيا 2013 لكرة القدم هي مباراة ما بين سول وغوانغجو إفرغراند وإنتهت المباراة بفوز غوانغجو إفرغراند بقانون أهداف خارج الديار 3-3.

## عن الفريقين
| الفريق           | المنطقة | نهائيات سابقة (الخط العريض يشير لسنة الفوز) |
| ---------------- | ------- | ------------------------------------------- |
| سول              | الغرب   | 2002                                        |
| غوانغجو إفرغراند | الغرب   | لا يوجد                                     |

## التفاصيل

### مباراة الذهاب

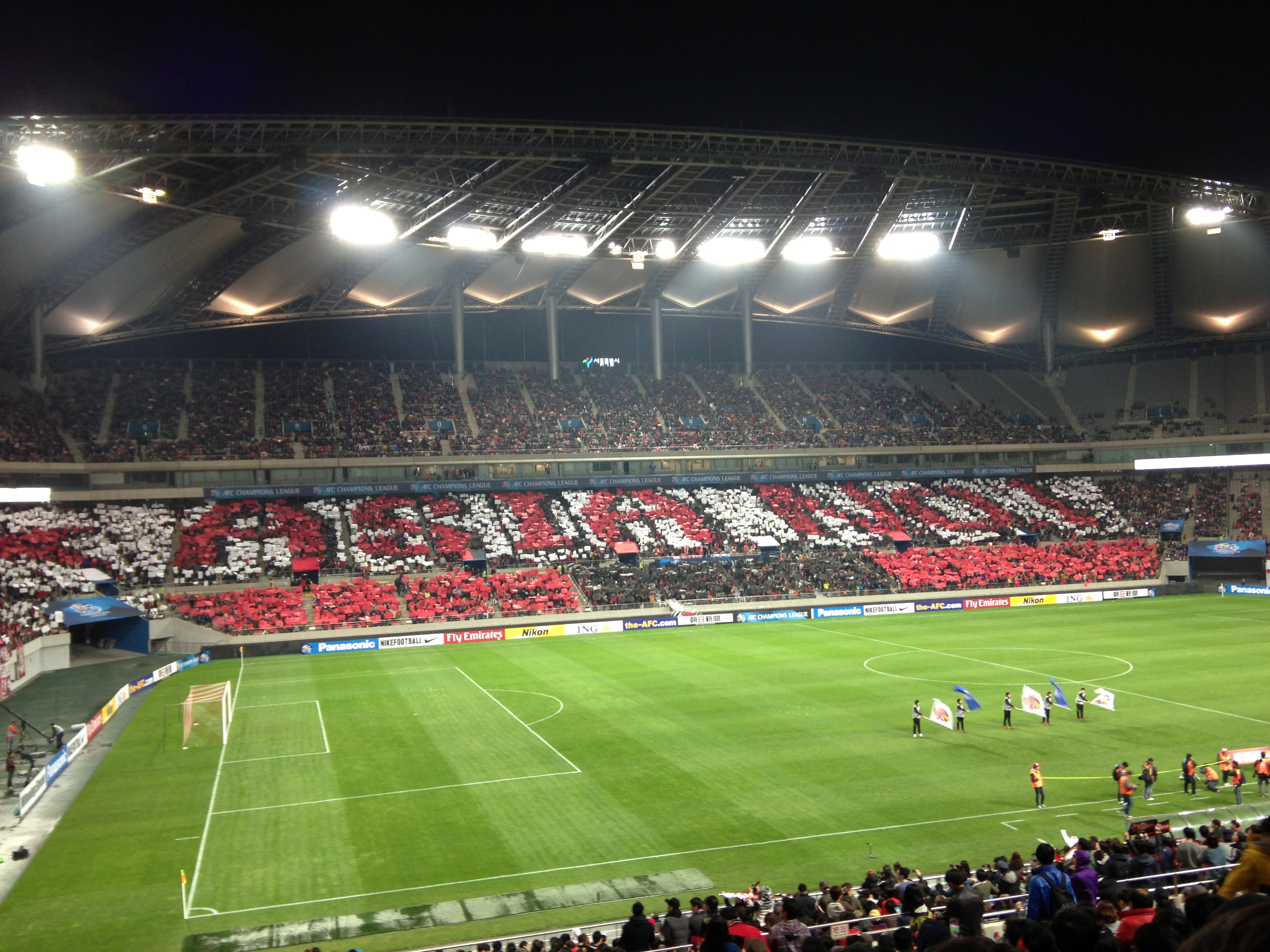
لعبت مباراة الذهاب على ملعب كأس العالم سول

| سول                            | 2–2   | غوانغجو إفرغراند          |
| ------------------------------ | ----- | ------------------------- |
| إسكوديرو 12' · داميانوفيتش 83' | تقرير | إلكيسون 30' · غاو لين 59' |

### مباراة الإياب
| غوانغجو إفرغراند | 1–1   | سول             |
| ---------------- | ----- | --------------- |
| إلكيسون 58'      | تقرير | داميانوفيتش 62' |

## وصلات خارجية
- الموقع الرسمي